# 山越

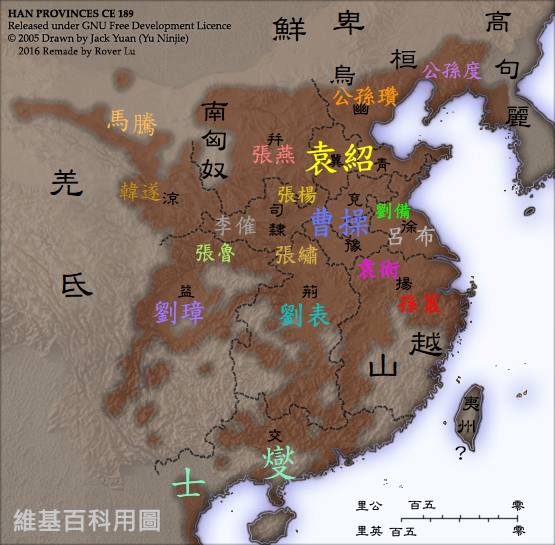
山越族之大致地理位置分布

山越是中国三国时期在今江苏、浙江、安徽、江西、福建交界处附近山区生活的部族人群统称。姓名與漢族相同，無斷髮文身習俗。
山越相傳是百越人的一支，長年生活於山區，依山險而居。三國時，孫吳立足江南，区內的山越反抗不斷，他們往往與各地的“宗部”聯合作戰，成為孫吳長期的內患。袁术一度想借助山越的力量阻止孙吳，反為孫策所破。自建安五年起，孫權派遣將領周瑜、潘濬、呂蒙、潘璋、黃蓋等多次對山越用兵。在鎮撫山越後，往往擄掠大量的人口，用以補充兵源，剩下的部分成為編戶，即“強者為兵，羸者補戶 ”。建安八年（203年），孫權西征黃祖之際，山越趁機復起，嚴重威脅孫吳後方，迫使孫權撤兵。建安十三年（208年），吳將賀齊討伐丹陽地區的山越，“凡斬首七千”。嘉禾三年（234年），以諸葛恪為撫越將軍，領丹陽太守。諸葛恪使用坚壁清野的战术围山三年，使山越降伏，得四万壮丁加入军队，六万百姓从事农业生产。
东晋后山越人转为其他名称，再无记载。